# Rhyacophila chirka
Rhyacophila chirka is een schietmot uit de familie Rhyacophilidae. De soort komt voor in het Palearctisch gebied.
De wetenschappelijke naam van de soort werd voor het eerst gepubliceerd in 1993 door Fernand Schmid.